# Klädstorlek

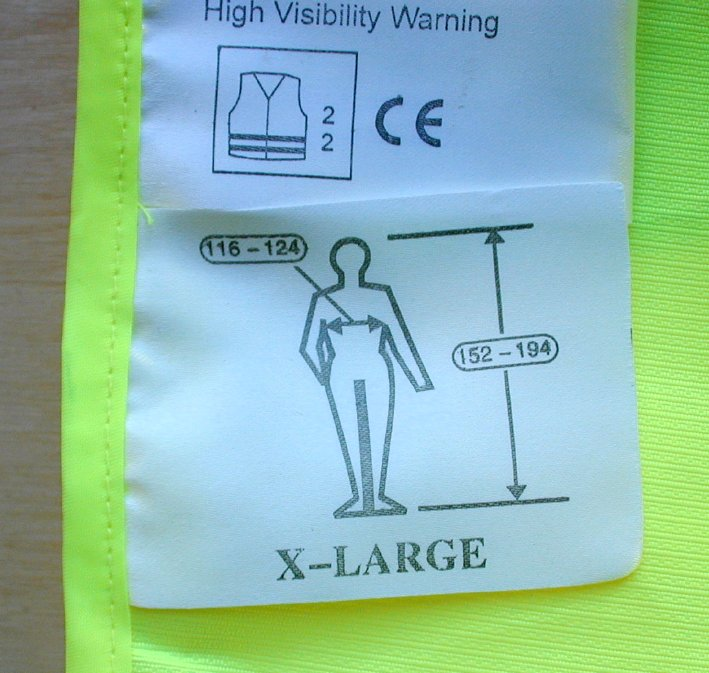
X-Large angiven i centimeter

Klädstorlek, angivelse för storlek på kläder, med standardiserade kombinationer av olika kroppsmått. EU:s standard heter EN 13402.

## Olika mätmetoder
Andra sätt att ange kläders storlek är att ange storleken utifrån antal centimeter eller inch (det vill säga tum) antingen med utgångspunkt ifrån användarens mått eller från klädernas mått. Barnstorlekar brukar anges som barnets kroppslängd (centilong). Jeans anges ofta som inchstorlekar. Det första talet är midjevidden och det andra talet är benets längd i inch, mätt från grenen nedåt längs byxbenets innersöm ned till benets slut.
Nya jeans är ofta konfektionerade med överlängd på benen (för säkerhets skull) och ofållade nertill. Det tillkommer alltså för den som köpt sådana byxor att själv lägga upp byxbenen så att det blir lagom, efter individuellt önskemål.

## Damstorlekar
| USA                             | 0  | 2  | 4  | 6  | 8  | 10 | 12 | 14 | 16 | 18 | 20 | 22 |
| Japan                           | 3  | 5  | 7  | 9  | 11 | 13 | 15 | 17 | 19 | 21 | 23 | 25 |
| UK och Irland                   | 4  | 6  | 8  | 10 | 12 | 14 | 16 | 18 | 20 | 22 | 24 | 26 |
| Frankrike, Spanien och Portugal | 32 | 34 | 36 | 38 | 40 | 42 | 44 | 46 | 48 | 50 | 52 | 54 |
| Tyskland och Skandinavien       | 30 | 32 | 34 | 36 | 38 | 40 | 42 | 44 | 46 | 48 | 50 | 52 |
| Italien                         | 36 | 38 | 40 | 42 | 44 | 46 | 48 | 50 | 52 | 54 | 56 | 58 |

| EU | 40 | 42 | 44 | 46 | 48 | 50 |
| UK | 34 | 36 | 38 | 40 | 41 | 44 |
| US | 32 | 34 | 36 | 38 | 40 | 42 |

| EU | 28 | 30 | 32 | 34 | 36 | 38 | 40 | 42 |
| UK | 3  | 5  | 7  | 9  | 11 | 13 | 15 | 17 |
| US | 1  | 3  | 5  | 7  | 9  | 11 | 13 | 15 |

### EU-standard
I december 2004 blev den europeiska standardiseringsorganisationen CEN, där SIS ingår, överens om en standard där storlekarna är två nummer större än de tidigare svenska storlekarna. De nya damstorlekarna är:
| Dubbelstorlek                       | Damstorlek |
| ----------------------------------- | ---------- |
| Extra Small (XS)                    | 32-34      |
| Small (S)                           | 36-38      |
| Medium (M)                          | 40-42      |
| Large (L)                           | 44-46      |
| Extra large (XL)                    | 48-50      |
| Extra Extra Large (XXL)             | 52-54      |
| Extra Extra Extra Large (XXXL, 3XL) | 56-58      |

Exempel på vad några av bokstavsbeteckningarna innebär i cm ges i artikeln T-tröja

### Plus size
Plus size-mode är en term för kläder i större storlekar.

### Size zero
Size zero – storlek 0 – är en klädstorlek för kvinnor i det amerikanska måttsystemet, och skulle i Sverige motsvara storlek 32. En kvinna av size zero har bystmått på 80 cm, midjemått på 59 cm och höftmått på 82 cm.
Arrangörerna av modeveckan i Madrid 2006 förbjöd modeller på catwalken som hade ett BMI lägre än 18, ett värde som av WHO (Världshälsoorganisationen) har klassat som hälsofarligt. Arrangörernas beslut var en reaktion på det senaste idealet kring size zero-modeller. Flera modeller – som Luisel Ramos och Ana Carolina Reston – har dött av anorexi eller bulimi, något man i sin tur har härlett till deras försök att uppnå size zero. Size zero var inte bara ett ideal i modevärlden utan samtidigt också bland amerikanska film- och musikstjärnor.

## Herrstorlekar
| EU      | 46 | 48 | 50 | 52 | 54 | 56 | 58 | 60 | 62 |
| UK / US | 38 | 40 | 42 | 44 | 46 | 48 | 50 | 52 | 54 |

| EU      | 37  | 38 | 39  | 40  | 41  | 42  | 43 |
| UK / US | 14½ | 15 | 15½ | 15¾ | 16¼ | 16½ | 17 |

| Dubbelstorlek                       | Herrstorlekar |
| ----------------------------------- | ------------- |
| Extra Small (XS)                    | 44            |
| Small (S)                           | 46/48         |
| Medium (M)                          | 50            |
| Large (L)                           | 52/54         |
| Extra large (XL)                    | 56            |
| Extra Extra Large (XXL)             | 58/60         |
| Extra Extra Extra Large (XXXL, 3XL) | 62            |

## Militära klädespersedlar
I mitten på 1900-talet fanns inom armén ett särskilt måttsystem för vapenrock och uniformsbyxor. Det sträckte sig från 88 (eventuellt ännu lägre) och till åtminstone 104 (kanske ännu större) i längdordning.
Numren kunde efterföljas av bokstaven U (undersätsig) med modifierade mått för en "knubbig" person (pyknisk kroppstyp, eller bokstaven L (lång) med mått för en person, som var smal i förhållande till sin längd (astenisk kroppstyp).
Byxor till permissionsuniformen var alltid från början konfektionerade med mycket långa ben, och tillpassades individuellt av regementsskrädderiet, som vanligen var bemannat med civilanställda kvinnor. Inget klipptes av, så om ett par kortbenta byxor skulle ärvas av en långbent soldat, så släpptes bara fållen ned ett passande stycke.
Dessa mått gällde enbart herrstorlekar. Militära kvinnor förekom inte på den tiden, så inga damstorlekar fanns standardiserade. Som frivilliga lottor och medlemmar i andra frivilligrörelser, till exempel Bilkåren, kunde dock kvinnor i vissa sammanhang tilldelas uniformspersedlar av herrstorlek. Eftersom kvinnor har andra kroppsmått än män, så hade dessa frivilliga kvinnor bekymmer med att hitta uniformspersedlar, som tillnärmelsevis passade.
För huvudbonader gällde samma mått som civilt, nämligen skallens omfång på "mösskanthöjd", mätt i cm.
För skodon användes samma måttsystem som för herrskor, på sent 1900-tal kompletterat med en tilläggsbokstav A … E avseende vidd över vristen och bredd strax ovanför tårna. Bokstavsmåtten baserade sig på omfattande mätningar på den tidens värnpliktiga rekryter.
För permissionsskjortor användes samma mått som civilt, baserat på halsvidden, mätt i cm. Någon skillnad på långa och korta armar gjordes inte. Andra skjortor var kraglösa, och en och samma modell kunde därför användas av de flesta.
Sedan M/90-systemet infördes används i stället ett system där storlek anges i bärarens längd och vikt, till exempel 180 cm/80 kg.